# Placidochromis subocularis
Placidochromis subocularis är en fiskart som först beskrevs av Günther, 1894.  Placidochromis subocularis ingår i släktet Placidochromis och familjen Cichlidae. IUCN kategoriserar arten globalt som livskraftig. Inga underarter finns listade i Catalogue of Life.